# پرچم مونترآل

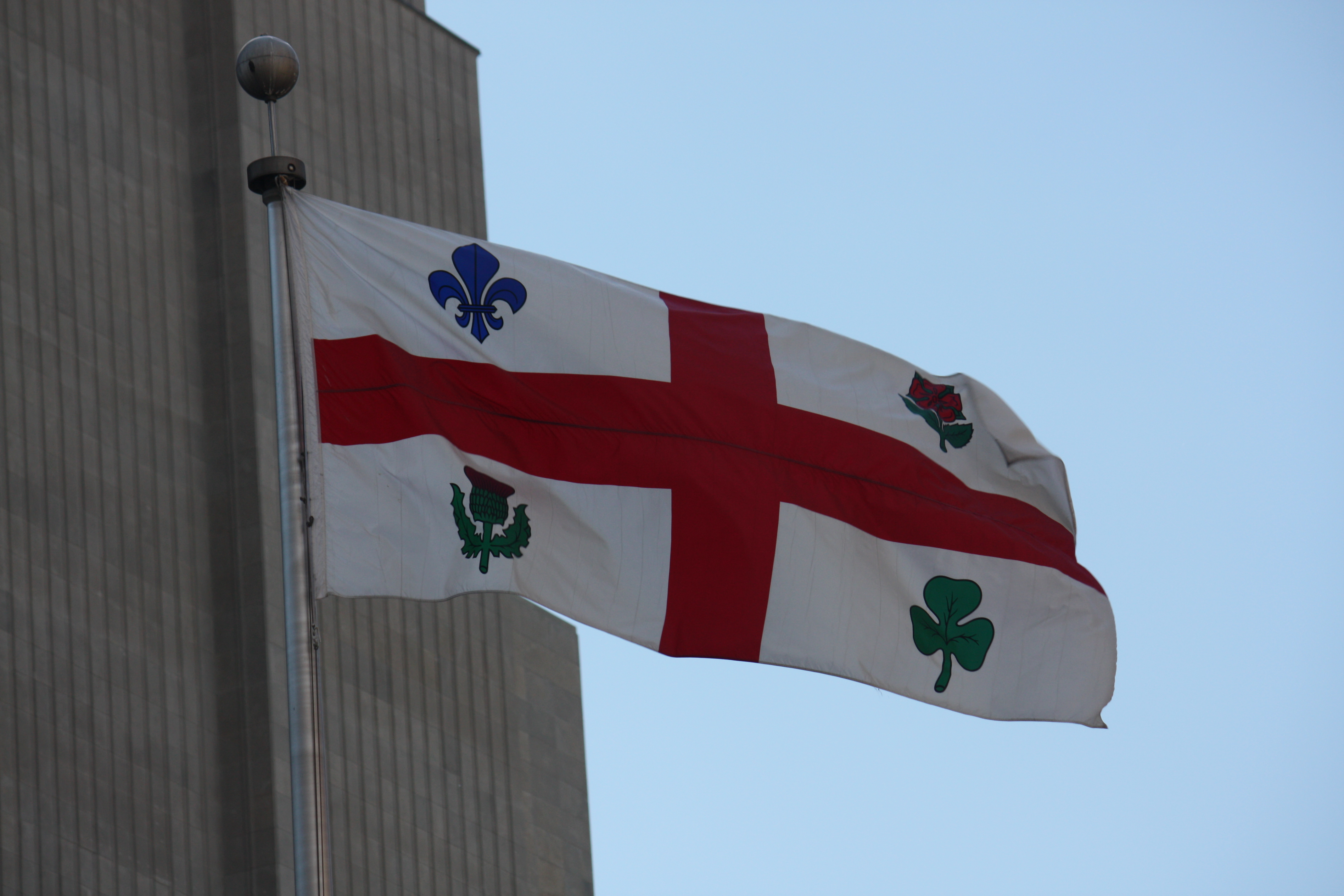
پرچم در اهتزاز در داون تاون مونترال

پرچم کنونی مونترآل اولین بار در مه ۱۹۳۹ عرضه شد و مبنای آن نشان این شهر است.

## نمادشناسی
صلیب نماد موتیف‌های مذهبی و اصولی حاکم بر بناکنندگان شهر است.
چهار نشان گل نماد قومیت‌های اصلی شهر است:

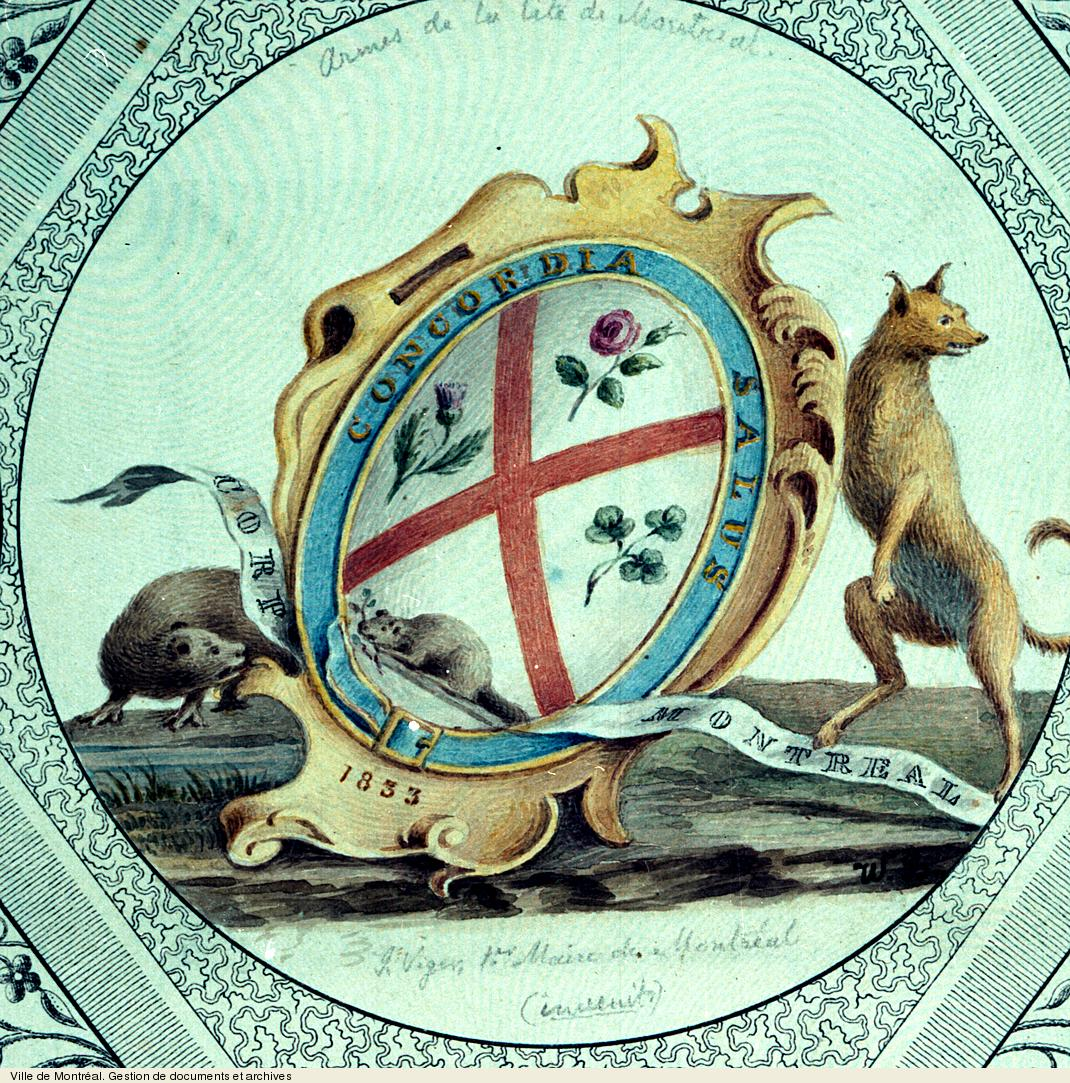
پرچم قبلی در ۱۸۳۳

| عکس | توضیح                                                          |
| --- | -------------------------------------------------------------- |
|     | نماد گل زنبق آبی، خاندان بوربون نماد فرانسویان ساکنین اصلی شهر |
|     | نماد رز لنکستر سرخ، نماد مردم انگلیسی و ویلزی                  |
|     | شبدر ایرلندی نماد مردم ایرلندی                                 |
|     | گل خار, نماد اسکاتلندیان                                       |